# Magdeburg kerület

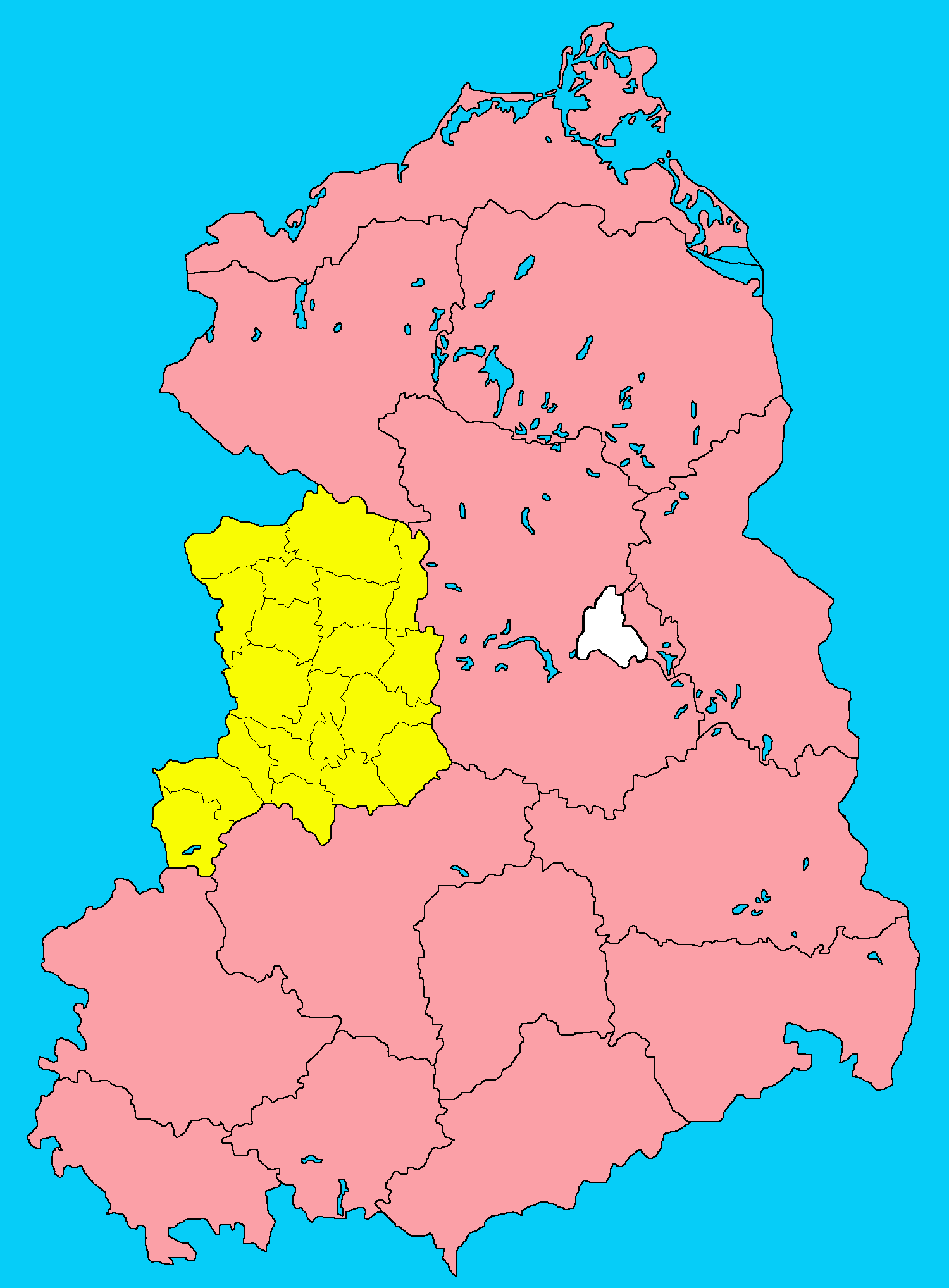
Magdeburg kerület

A Magdeburg kerület, németül: Bezirk Magdeburg a Német Demokratikus Köztársaság egyik közigazgatási egysége volt, amelyet 1952-ben hoztak létre, a korábbi tartományok megszüntetése után, mint a 14 új kelet-német kerület egyike. Területe kiterjedt Szász-Anhalt tartomány északi részére, mely 1947-ben vált ki a porosz szász provinciából. Ezen kívül Brandenburg nyugati területeinek egyes részei is a közigazgatási egység részét képezték.
Az 1990-es újraegyesüléskor a Magdeburg kerületet felszámolták és területét beolvasztották Szász-Anhalt szövetségi tartományba.

## Általános adatok
| Közigazgatási központ: | Magdeburg        |
| Területe:              | 11 526 km²       |
| Lakosság:              | 1 249 500 (1989) |
| Rendszámtáblakód:      | H, M             |

## Közigazgatási beosztása
Magdeburg kerületet a következő körzetekre (Kreis) osztották fel:
1. Burg körzet
2. Gardelegen körzet
3. Genthin körzet
4. Halberstadt körzet
5. Haldensleben körzet
6. Havelberg körzet
7. Kalbe körzet
8. Klötze körzet
9. Loburg körzet
10. Oschersleben körzet
11. Osterburg körzet
12. Salzwedel körzet
13. Schönebeck körzet
14. Seehausen körzet
15. Staßfurt körzet
16. Stendal körzet
17. Tangerhütte körzet
18. Wanzleben-Börde körzet
19. Wernigerode körzet
20. Wolmirstedt körzet
21. Zerbst körzet

## Fordítás
- Ez a szócikk részben vagy egészben  a   Bezirk Magdeburg című német Wikipédia-szócikk ezen változatának fordításán alapul.  Az eredeti cikk szerkesztőit annak laptörténete sorolja fel. Ez a jelzés csupán a megfogalmazás eredetét és a szerzői jogokat jelzi, nem szolgál a cikkben szereplő információk forrásmegjelöléseként.